# Dawn of X
Dawn of X est une initiative de relance de 2019 présentée par Marvel Comics de comics liées à la franchise X-Men.

## Résumé
Après les évènements de House of X/Powers of X, les X-men prennent un nouveau départ sur l'île de Krakoa.

## Titres

### Prélude
| Titre       | Numéro | Scénariste       | Dessinateur | Coloriste    | Date de début   | Date de fin    |
| ----------- | ------ | ---------------- | ----------- | ------------ | --------------- | -------------- |
| House of X  | #1–6   | Jonathan Hickman | Pepe Larraz | Marte Gracia | 24 juillet 2019 | 2 octobre 2019 |
| Powers of X | #1–6   | Jonathan Hickman | R. B. Silva | Marte Gracia | 31 juillet 2019 | 9 octobre 2019 |

### Séries principales
| Titre                  | Numéros | Scénaristes                            | Dessinateurs                                                                 | Coloristes                                  | Date de début    | Date de fin     |
| ---------------------- | ------- | -------------------------------------- | ---------------------------------------------------------------------------- | ------------------------------------------- | ---------------- | --------------- |
| X-Men (vol. 5)         | #1–     | Jonathan Hickman                       | Leinil Francis Yu R.B. Silva Matteo Buffagni Mahmud Asrar                    | Sunny Gho Marte Gracia                      | 16 octobre 2019  | À venir         |
| Marauders              | #1–     | Gerry Duggan Vita Ayala Benjamin Percy | Matteo Lolli Michele Bandini Lucas Werneck Mario Del Pennino Stefano Caselli | Federico Blee Erick Arciniega Edgar Delgado | 23 octobre 2019  | À venir         |
| Excalibur (vol. 4)     | #1–     | Tini Howard                            | Marcus To Wilton Santos R. B. Silva Phil Noto                                | Erick Arciniega Nolan Woodard Phil Noto     | 30 octobre 2019  | À venir         |
| New Mutants (vol. 4)   | #1–     | Jonathan Hickman Ed Brisson            | Rod Reis Flaviano Marco Failla                                               | Rod Reis Carlos Lopez                       | 6 novembre 2019  | À venir         |
| X-Force (vol. 6)       | #1–     | Benjamin Percy                         | Joshua Cassara Stephen Segovia Oscar Bazaldua Viktor Bogdonavic              | Dean White Guru-eFX Matt Wilson             | 6 novembre 2019  | À venir         |
| Fallen Angels (vol. 2) | #1–6    | Bryan Edward Hill                      | Szymon Kudranski                                                             | Frank D’Armata                              | 13 novembre 2019 | 29 janvier 2020 |
| Wolverine (vol. 7)     | #1–     | Benjamin Percy                         | Adam Kubert Viktor Bogdonavic Joshua Cassara                                 | Frank Martin Matt Wilson Guru-eFX           | 19 février 2020  | À venir         |
| Cable (vol. 4)         | #1–     | Gerry Duggan                           | Phil Noto                                                                    | Phil Noto                                   | 11 mars 2020     | À venir         |
| Hellions               | #1–     | Zeb Wells                              | Stephen Segovia Carmen Carnero                                               | David Curiel                                | 25 mars 2020     | À venir         |
| X-Factor (vol. 4)      | #1–     | Leah Williams                          | David Baldeón Carlos Gomez                                                   | Israel Silva                                | 29 juillet 2020  | À venir         |
| S.W.O.R.D. (vol. 2)    | #1–     | Al Ewing                               | Valerio Schiti                                                               | À venir                                     | 9 décembre 2020  | À venir         |
| Children of the Atom   | #1–     | Vita Ayala                             | Bernard Chang                                                                | À venir                                     | 6 janvier 2021   | À venir         |
| X-Men Legends          | #1–     | Fabian Nicieza                         | Brett Booth                                                                  | À venir                                     | février 2021     | À venir         |

### Mini-séries
| Titre                                    | Numéros | Scénaristes | Dessinateurs                                                                                               | Coloristes                           | Date de début     | Date de fin    |
| ---------------------------------------- | ------- | --- | --- | ------------------------------------ | ----------------- | -------------- |
| X-Men: God Loves, Man Kills Extended Cut | #1–2    | Chris Claremont | Brent Anderson                                                                                             | Steve Oliff                          | 8 juillet 2020    | 26 août 2020   |
| Empyre: X-Men                            | #1–4    | Jonathan Hickman Tini Howard Gerry Duggan Benjamin Percy Leah Williams Vita Ayala Ed Brisson Zeb Wells                                  | Matteo Buffagni Lucas Werneck Andrea Broccardo Jorge Molina                                                | Nolan Woodard                        | 22 juillet 2020   | 19 août 2020   |
| Juggernaut                               | #1–5    | Fabian Nicieza | Ron Garney                                                                                                 | Matt Milla                           | 23 septembre 2020 | 6 janvier 2021 |
| Wolverine: Black, White and Blood        | #1–4    | Gerry Duggan Matthew Rosenberg Declan Shalvey Ron Garney Vita Ayala Chris Claremont Saladin Ahmed Donny Cates Ed Brisson Kelly Thompson | Adam Kubert Joshua Cassara Declan Shalvey Greg Land Salvador Larroca Kev Walker Chris Bachalo Leonard Kirk | Frank Martin Guru-eFX Declan Shalvey | 4 novembre 2020   | À venir        |

### One-shots

#### Giant-Size X-Men
| Titres                                      | Scénaristes      | Dessinateurs      | Coloristes   | Dates de sortie   |
| ------------------------------------------- | ---------------- | ----------------- | ------------ | ----------------- |
| Giant-Size X-Men: Jean Grey and Emma Frost  | Jonathan Hickman | Russell Dauterman | Matt Wilson  | 26 février 2020   |
| Giant-Size X-Men: Nightcrawler              | Jonathan Hickman | Alan Davis        | Carlos Lopez | 25 mars 2020      |
| Giant-Size X-Men: Magneto                   | Jonathan Hickman | Ramon Perez       | David Curiel | 15 juillet 2020   |
| Giant-Size X-Men: Fantomex                  | Jonathan Hickman | Rod Reis          | Rod Reis     | 5 août 2020       |
| Giant-Size X-Men: Storm                     | Jonathan Hickman | Russell Dauterman | Matt Wilson  | 16 septembre 2020 |
| Giant-Size X-Men: Tribute to Wein & Cockrum | Len Wein         | Various           | Various      | 30 septembre 2020 |

#### X of Swords
| Titre                    | Scénaristes                  | Dessinateurs             | Coloristes     | Dates de sortie   |
| ------------------------ | ---------------------------- | ------------------------ | -------------- | ----------------- |
| X of Swords Handbook     | Not applicable               | Not applicable           | Not applicable | 14 octobre 2020   |
| X of Swords: Creation    | Jonathan Hickman Tini Howard | Pepe Larraz              | Marte Gracia   | 23 septembre 2020 |
| X of Swords: Stasis      | Jonathan Hickman Tini Howard | Pepe Larraz Mahmud Asrar | Marte Gracia   | 28 octobre 2020   |
| X of Swords: Destruction | Jonathan Hickman Tini Howard | Pepe Larraz              | À venir        | 25 novembre 2020  |

#### Autres
| Titre                      | Scénaristes      | Dessinateurs | Coloristes   | Dates de sortie |
| -------------------------- | ---------------- | ------------ | ------------ | --------------- |
| Free Comic Book Day: X-Men | Jonathan Hickman | Pepe Larraz  | Marte Gracia | 15 juillet 2020 |
| King in Black: Marauders   | Gerry Duggan     | Luke Ross    | À venir      | février 2021    |
| X-Men: Dawn of X Saga      | Jessica Harold   | À venir      | À venir      | À venir         |

## Publications

### Éditions américaines
| Titre                                                    | Contenu | Format   | Date de publication | ISBN                     |
| -------------------------------------------------------- | --- | -------- | ------------------- | ------------------------ |
| House of X/Powers of X                                   | House of X #1–6, Powers of X #1–6 | Cartonné | Novembre 2020       | (ISBN 978-1-302-91570-4) |
| Dawn of X Volume 1                                       | X-Men #1, Marauders #1, Excalibur #1, New Mutants #1, X-Force #1, Fallen Angels #1 | Souple   | 12 février 2020     | (ISBN 978-1-302-92156-9) |
| Dawn of X Volume 2                                       | X-Men #2, Marauders #2, Excalibur #2, New Mutants #2, X-Force #2, Fallen Angels #2 | Souple   | 10 mars 2020        | (ISBN 978-1-302-92157-6) |
| Dawn of X Volume 3                                       | X-Men #3, Marauders #3, Excalibur #3, New Mutants #3, X-Force #3, Fallen Angels #3 | Souple   | 24 mars 2020        | (ISBN 978-1-302-92158-3) |
| Dawn of X Volume 4                                       | X-Men #4, Marauders #4, Excalibur #4, New Mutants #4, X-Force #4, Fallen Angels #4 | Souple   | 7 avril 2020        | (ISBN 978-1-302-92159-0) |
| Dawn of X Volume 5                                       | X-Men #5, Marauders #5, Excalibur #5, New Mutants #5, X-Force #5, Fallen Angels #5 | Souple   | 21 avril 2020       | (ISBN 978-1-302-92160-6) |
| Dawn of X Volume 6                                       | X-Men #6, Marauders #6, Excalibur #6, New Mutants #6, X-Force #6, Fallen Angels #6 | Souple   | 14 juillet 2020     | (ISBN 978-1-302-92161-3) |
| Dawn of X Volume 7                                       | X-Men #7, Marauders #7, New Mutants #7, Excalibur #7–8, material from Wolverine #1 | Souple   | 1 septembre 2020    | (ISBN 978-1-302-92760-8) |
| Dawn of X Volume 8                                       | Marauders #8, Wolverine #2–3, X-Force #7–8, Giant Size X-Men: Jean Grey and Emma Frost #1 | Souple   | 20 octobre 2020     | (ISBN 978-1-302-92761-5) |
| Dawn of X Volume 9                                       | New Mutants #8, Marauders #9, Cable #1, X-Men #8–9, X-Force #9 | Souple   | 10 novembre 2020    | (ISBN 978-1-302-92766-0) |
| Dawn of X Volume 10                                      | X-Force #10, Excalibur #9, Giant Size X-Men: Nightcrawler #1, Hellions #1, New Mutants #9 | Souple   | 1 décembre 2020     | (ISBN 978-1-302-92767-7) |
| Dawn of X Volume 11                                      | Excalibur #10, New Mutants #10–11, Hellions #2–3 material from Wolverine #1 | Souple   | Janvier 2021        | (ISBN 978-1-302-92768-4) |
| Dawn of X Volume 12                                      | Hellions #4, Marauders #10, X-Factor #1, Giant-Size X-Men: Magneto #1, Cable #2 | Souple   | 9 février 2021      | (ISBN 978-1-302-92769-1) |
| Dawn of X Volume 13                                      | Cable #3–4, X-Men #10, Empyre: X-Men #1–2 | Souple   | 16 février 2021     | (ISBN 978-1-302-92770-7) |
| Dawn of X Volume 14                                      | Empyre: X-Men #3–4, X-Men #11, Wolverine #4, X-Factor #2 | Souple   | 2 mars 2021         | (ISBN 978-1-302-92771-4) |
| Dawn of X Volume 15                                      | Marauders #11‐12, X-Factor #3, Wolverine #5, New Mutants #12, Giant-Size X-Men: Fantomex | Souple   | 16 mars 2021        | (ISBN 978-1-302-92772-1) |
| Dawn of X Volume 16                                      | X-Force #11–12, Giant-Size X-Men: Storm #1, Excalibur #11–12 | Souple   | 30 mars 2021        | (ISBN 978-1-302-92773-8) |
| X of Swords                                              | Excalibur #12, X-Men #12, X of Swords: Creation #1, X-Factor #4, Wolverine #6, X-Force #13, Marauders #13, Hellions #5, New Mutants #13, Cable #5, Excalibur #13, X-Men #13, X of Swords: Stasis #1, X-Men #14, Marauders #14, Marauders #15, Excalibur #14, Wolverine #7, X-Force #14, Hellions #6, Cable #6, Excalibur #15, X-Men #15, X of Swords: Destruction #1 | Cartonné | 22 décembre 2020    | (ISBN 978-1-302-92717-2) |
| Juggernaut                                               | Juggernaut #1–5 | Souple   | 23 mars 2021        | (ISBN 978-1-302-92450-8) |
| X-Men: God Loves, Man Kills Extended Cut Gallery Edition | X-Men: God Loves, Man Kills Extended Cut #1–2 | Cartonné | 26 janvier 2021     | (ISBN 978-1-302-92731-8) |

### Éditions françaises
En France, Panini Comics a décidé de reprendre la publication américaine en proposant une version souple au prix de 16€ et une version cartonnée avec couverture différente limitée à 999 exemplaires au prix de 20€.
| Titre                  | Contenu                                                                                   | Format    | Date de publication | ISBN                     |
| ---------------------- | ----------------------------------------------------------------------------------------- | --------- | ------------------- | ------------------------ |
| House of X/Powers of X | House of X #1-6, Powers of X #1-6                                                         | Cartonné  | 6 octobre 2021      | (ISBN 978-2-809-49863-9) |
| Dawn of X 1            | X-Men #1, Marauders #1, Excalibur #1, New Mutants #1, X-Force #1, Fallen Angels #1        | Souple    | 7 octobre 2020      | (ISBN 978-2-809-49229-3) |
| Dawn of X 1            | X-Men #1, Marauders #1, Excalibur #1, New Mutants #1, X-Force #1, Fallen Angels #1        | Collector | 7 octobre 2020      | (ISBN 978-2-809-49230-9) |
| Dawn of X 2            | X-Men #2, Marauders #2, Excalibur #2, New Mutants #2, X-Force #2, Fallen Angels #2        | Souple    | 7 octobre 2020      | (ISBN 978-2-809-49231-6) |
| Dawn of X 2            | X-Men #2, Marauders #2, Excalibur #2, New Mutants #2, X-Force #2, Fallen Angels #2        | Collector | 7 octobre 2020      | (ISBN 978-2-809-49232-3) |
| Dawn of X 3            | X-Men #3, Marauders #3, Excalibur #3, New Mutants #3, X-Force #3, Fallen Angels #3        | Souple    | 4 novembre 2020     | (ISBN 978-2-809-49233-0) |
| Dawn of X 3            | X-Men #3, Marauders #3, Excalibur #3, New Mutants #3, X-Force #3, Fallen Angels #3        | Collector | 4 novembre 2020     | (ISBN 978-2-809-49234-7) |
| Dawn of X 4            | X-Men #4, Marauders #4, Excalibur #4, New Mutants #4, X-Force #4, Fallen Angels #4        | Souple    | 4 novembre 2020     | (ISBN 978-2-809-49235-4) |
| Dawn of X 4            | X-Men #4, Marauders #4, Excalibur #4, New Mutants #4, X-Force #4, Fallen Angels #4        | Collector | 4 novembre 2020     | (ISBN 978-2-809-49236-1) |
| Dawn of X 5            | X-Men #5, Marauders #5, Excalibur #5, New Mutants #5, X-Force #5, Fallen Angels #5        | Souple    | 9 décembre 2020     | (ISBN 978-2-809-49237-8) |
| Dawn of X 5            | X-Men #5, Marauders #5, Excalibur #5, New Mutants #5, X-Force #5, Fallen Angels #5        | Collector | 9 décembre 2020     | (ISBN 978-2-809-49238-5) |
| Dawn of X 6            | X-Men #6, Marauders #6, Excalibur #6, New Mutants #6, X-Force #6, Fallen Angels #6        | Souple    | 9 décembre 2020     | (ISBN 978-2-809-49239-2) |
| Dawn of X 6            | X-Men #6, Marauders #6, Excalibur #6, New Mutants #6, X-Force #6, Fallen Angels #6        | Collector | 9 décembre 2020     | (ISBN 978-2-809-49240-8) |
| Dawn of X 7            | X-Men #7, Marauders #7, Excalibur #7-8, New Mutants #7, Wolverine(2020) #1                | Souple    | 6 janvier 2021      | (ISBN 978-2-809-49374-0) |
| Dawn of X 7            | X-Men #7, Marauders #7, Excalibur #7-8, New Mutants #7, Wolverine(2020) #1                | Collector | 6 janvier 2021      | (ISBN 978-2-809-49375-7) |
| Dawn of X 8            | Marauders #8, Wolverine #2–3, X-Force #7–8, Giant Size X-Men: Jean Grey and Emma Frost #1 | Souple    | 6 janvier 2021      | (ISBN 978-2-809-49376-4) |
| Dawn of X 8            | Marauders #8, Wolverine #2–3, X-Force #7–8, Giant Size X-Men: Jean Grey and Emma Frost #1 | Collector | 6 janvier 2021      | (ISBN 978-2-809-49377-1) |
| Dawn of X 9            | New Mutants #8, Marauders #9, Cable #1, X-Men #8–9, X-Force #9                            | Souple    | 3 février 2021      | (ISBN 978-2-809-49410-5) |
| Dawn of X 9            | New Mutants #8, Marauders #9, Cable #1, X-Men #8–9, X-Force #9                            | Collector | 3 février 2021      | (ISBN 978-2-809-49411-2) |
| Dawn of X 10           | X-Force #10, Excalibur #9, Giant Size X-Men: Nightcrawler, Hellions #1, New Mutants #9    | Souple    | 3 mars 2021         | (ISBN 978-2-809-49412-9) |
| Dawn of X 10           | X-Force #10, Excalibur #9, Giant Size X-Men: Nightcrawler, Hellions #1, New Mutants #9    | Collector | 3 mars 2021         | (ISBN 978-2-809-49413-6) |
| Dawn of X 11           | Excalibur #10, New Mutants #10-11, Hellions #2-3, Wolverine #1 (II)                       | Souple    | 21 avril 2021       | (ISBN 978-2-809-49485-3) |
| Dawn of X 11           | Excalibur #10, New Mutants #10-11, Hellions #2-3, Wolverine #1 (II)                       | Collector | 21 avril 2021       | (ISBN 978-2-809-49486-0) |
| Dawn of X 12           | Hellions #4, Marauders #10, X-Factor #1, Giant-Size X-Men: Magneto, Cable #2              | Souple    | 21 avril 2021       | (ISBN 978-2-809-49487-7) |
| Dawn of X 12           | Hellions #4, Marauders #10, X-Factor #1, Giant-Size X-Men: Magneto, Cable #2              | Collector | 21 avril 2021       | (ISBN 978-2-809-49488-4) |
| Dawn of X 13           | Cable #3-4, X-Men #10, Empyre X-Men #1-2                                                  | Souple    | 12 mai 2021         | (ISBN 978-2-809-49616-1) |
| Dawn of X 13           | Cable #3-4, X-Men #10, Empyre X-Men #1-2                                                  | Collector | 12 mai 2021         | (ISBN 978-2-809-49617-8) |
| Dawn of X 14           | Empyre X-Men #3-4, X-Men #11, Wolverine #4, X-Factor #2                                   | Souple    | 9 Juin 2021         | (ISBN 978-2-809-49618-5) |
| Dawn of X 14           | Empyre X-Men #3-4, X-Men #11, Wolverine #4, X-Factor #2                                   | Collector | 9 Juin 2021         | (ISBN 978-2-809-49619-2) |
| Dawn of X 15           | X-Factor #3, Wolverine #5, New Mutants #12, Marauders #11-12, Giant Size X-Men: Fantomex  | Souple    | 15 Juillet 2021     | (ISBN 978-2-809-49620-8) |
| Dawn of X 15           | X-Factor #3, Wolverine #5, New Mutants #12, Marauders #11-12, Giant Size X-Men: Fantomex  | Collector | 15 Juillet 2021     | (ISBN 978-2-809-49621-5) |
| Dawn of X 16           | Giant Size X-Men: Storm, X-Force #11-12, Excalibur #11-12                                 | Souple    | 11 Aout 2021        | (ISBN 978-2-809-49622-2) |
| Dawn of X 16           | Giant Size X-Men: Storm, X-Force #11-12, Excalibur #11-12                                 | Collector | 11 Aout 2021        | (ISBN 978-2-809-49623-9) |